# サン・セバスティアーノ・アル・ヴェズーヴィオ
サン・セバスティアーノ・アル・ヴェズーヴィオ（イタリア語: San Sebastiano al Vesuvio）は、イタリア共和国カンパニア州ナポリ県にある、人口約9,100人の基礎自治体（コムーネ）。
1944年にヴェスヴィオ火山の噴火により半分近くが埋没したが、その後再建された。

## 地理

### 位置・広がり
ヴェスヴィオ山西麓のコムーネで、ナポリ中心部から東へ8kmの距離にある。

#### 隣接コムーネ
隣接するコムーネは以下の通り。
- チェルコラ
- エルコラーノ
- マッサ・ディ・ソンマ
- ナポリ
- サン・ジョルジョ・ア・クレマーノ